# Макнайт, Трейси
Тре́йси МакНайт (англ. Tracy McKnight) — американский композитор и актриса. На её счету около 140-ка работ в кино и на телевидении. В настоящее время она отвечает за музыку проектов медиакомпании «Lionsgate».

## Избранная фильмография
- 1996 — «Замена» / The Substitute
- 1997 — «Липкие пальчики времени» / The Sticky Fingers of Time
- 1998 — «Высокое искусство» / High Art
- 1998 — «Тёмная гавань» / Dark Harbor
- 1999 — «Трюк» / Trick
- 2000 — «Только ты и я» / Down to You
- 2001 — «Джули Джонсон» / Julie Johnson
- 2001 — «Звериная натура» / Human Nature
- 2002 — «Юность Виктора Варгаса» / Raising Victor Vargas
- 2003 — «Соединённые штаты Лиланда» / The United States of Leland
- 2003 — «Код 46» / Code 46
- 2003 — «Кофе и сигареты» / Coffee and Cigarettes
- 2004 — «Загадочная кожа» / Mysterious Skin
- 2004 — «Отель «Руанда»» / Hotel Rwanda
- 2004 — «Спасая лицо» / Saving Face
- 2005 — «Правила секса 2: Хэппиэнд» / Happy Endings
- 2005 — «Убийственная игра» / Murderball
- 2005 — «Жестокие люди» / Fierce People
- 2005 — «Ледяной урожай» / The Ice Harvest
- 2006 — «Положись на друзей» / Friends with Money
- 2006 — «Чокнутый» / Delirious
- 2006 — «Техасская резня бензопилой: Начало» / The Texas Chainsaw Massacre: The Beginning
- 2006 — «Мистификация» / The Hoax
- 2006 — «Экс-любовник» / The Ex
- 2007 — «Десять заповедей» / The Ten
- 2007 — «Хохотушка» / Smiley Face
- 2007 — «Спокойной ночи» / The Good Night
- 2007 — «Глава 27» / Chapter 27
- 2007 — «Вакансия на жертву» / Vacancy
- 2007 — «Фиолетовые фиалки» / Purple Violets
- 2007 — «Жизнь как катастрофа» / Trainwreck: My Life as an Idiot
- 2008 — «Гитара» / The Guitar
- 2008 — «В одно ухо влетело» / Diminished Capacity
- 2008 — «Повышение» / The Promotion
- 2008 — «Счастливчики» / The Lucky Ones
- 2008 — «Каратель: Территория войны» / Punisher: War Zone
- 2009 — «Нежность» / Tenderness
- 2009 — «Замёрзшие души» / Cold Souls
- 2009 — «Сезон побед» / The Winning Season
- 2009 — «Посланник» / The Messenger
- 2009 — «Парк культуры и отдыха» / Adventureland
- 2009 — «Носители» / Carriers
- 2010 — «Киллеры» / Killers
- 2010 — «Неудержимые» / The Expendables
- 2010 — «Альфа и Омега: Клыкастая братва» / Alpha and Omega
- 2010 — «Три дня на побег» / The Next Three Days
- 2011 — «Большая счастливая семья Мэдеи» / Madea's Big Happy Family
- 2011 — «Погоня» / Abduction
- 2011 — «Воин» / Warrior
- 2012 — «Голодные игры» / The Hunger Games
- 2012 — «Чего ждать, когда ждёшь ребёнка» / What to Expect When You're Expecting
- 2012 — «Программа защиты свидетелей Мэдеи» / Madea's Witness Protection
- 2013 — «Возвращение героя» / The Last Stand
- 2013 — «Мы — семья Пиплз» / Peeples
- 2013 — «Иллюзия обмана» / Now You See Me
- 2013 — «РЭД 2» / Red 2
- 2013 — «Медсестра 3D» / Nurse 3D
- 2013 — «Голодные игры: И вспыхнет пламя» / The Hunger Games: Catching Fire
- 2014 — «День драфта» / Draft Day
- 2014 — «Цимбелин» / Cymbeline
- 2014 — «Сельма» / Selma
- 2015 — «Безродные звери» / Beasts of No Nation
- 2015 — «Общественная мораль» / Public Morals
- 2015 — «Агент Икс» / Agent X
- 2016 — «Три девятки» / Triple 9
- 2016-2017 — «Изгои» / Outsiders